# 勒姆尼切盧鄉 (布澤烏縣)
45°17′N 27°32′E / 45.283°N 27.533°E
勒姆尼切盧鄉（羅馬尼亞語：Comuna Râmnicelu, Buzău），是羅馬尼亞的鄉份，位於該國東南部，由布澤烏縣負責管轄，面積49平方公里，海拔高度86米，2007年人口4,363，人口密度每平方公里90人。